# L'ofici del mal
L'ofici del mal és la tercera novel·la detectivesca dins la sèrie Cormoran Strike, creada per l'escriptora escocesa Joanne Rowling sota el pseudònim de Robert Galbraith. Es publicà en anglès el 20 d'octubre del 2015 i en català el 4 de novembre del 2016.